# Irma Soriano
Inmaculada Soriano Bolívar, més coneguda com a Irma Soriano, (Andújar, Jaén; 30 de setembre de 1963) és una presentadora de televisió, espanyola i concursant de Reality Xou coneguda en els seus inicis per col·laborar i presentar programes al costat de Jesús Hermida. L'any 2017, torna al panorama televisiu sent concursant de Gran Hermano VIP de la cadena Telecinco. Fou la 3a finalista del reality.
Des de l'any 2018 promociona en la cadena privada 13tv diversos productes com per exemple rellotges de cucut.

## Trajectòria professional

### Inicis: la ràdio
Els seus primers passos professionals els va fer al món de la ràdio, a la SER. Va treballar a Radio Jaén i després a Radio Madrid, al costat d'Iñaki Gabilondo a partir de 1984. A l'any següent dona el gran salt a la televisió i comença a treballar en els serveis informatius de Televisió Espanyola.

### Popularitat: Televisió Espanyola
Però la seva gran oportunitat li arriba de la mà del periodista Jesús Hermida, a qui, el 1987, li van encarregar engegar el primer magazine matinal de la història de la televisió en Espanya, amb tres hores de durada. Per a aquest programa, que es va titular Por la mañana, Hermida va seleccionar un equip de nous professionals, desconeguts en aquest moment per a la majoria del públic, entre els quals va despuntar Irma Soriano, que s'encarregava de presentar la secció de concursos. L'èxit del programa va ser tal, que Irma Soriano es va veure catapultada a la popularitat, al costat d'altres companyes de plató, que van passar a conèixer-se com a "Noies Hermida": Consuelo Berlanga, Nieves Herrero, o fins i tot la veterana encara que poc coneguda per aquell temps María Teresa Campos.
Una vegada finalitzat el programa, el 1989, continua amb Hermida a A mi manera (1989-1990), una adaptació de Por la mañana a l'horari de tarda.

### Consagració: Antena 3
Amb l'arribada de les televisions privades, el 1990, Irma Soriano s'incorpora a Antena 3 Televisión, on substitueix Mayra Gómez Kemp a l'espai La Ruleta de la Fortuna (1990-1991) i després José Coronado en el concurs El Gordo (1991-1992). Després de presentar el magazine Esto se anima (1993), l'espai Quiéreme mucho (1994) i el programa d'acudits Refrescante 95 (1995), en la mateixa cadena, finalitza el contracte amb Antena 3 i torna a Andalusia. Durant aquesta etapa va col·laborar també amb el Diari Ya escrivint la columna La vida es juego, i a partir de 1994 comença a col·laborar en el programa de ràdio Hoy por hoy.

### Etapa en les cadenes autonòmiques
El 1996 s'incorpora a Canal Sur, cadena en la qual roman durant diversos anys i en la qual presenta successivament De tarde en tarde (1996-1999), El Programa de Irma (1999-2000), Escalera de color (2001) i Irma de Noche (2003-2004), al mateix temps que a la ràdio condueix l'espai Por la mañana con Irma Soriano. Del seu pas per De tarde en tarde es recorda el testimoni esfereïdor d'Ana Orantes Ruiz, una dona maltractada pel marit, que més endavant l'assassinaria.
Des de 2002 treballa a la cadena autonòmica de Castilla-La Mancha Televisión, on ha conduït l'espai Irma de Tarde (2002-2007).
El 2008 va conduir un programa en la cadena autonòmica de Múrcia (7 Región de Murcia) els dilluns en horari de prime time, titulat Así es la vida con Irma Soriano.
El setembre de 2010 torna a Canal Sur per presentar el programa Mira la vida, magazine matinal.

### Retorn a la televisió nacional
El 2010 i 2011 ha col·laborat esporàdicament en diversos espais de Telecinco com Que tiempo tan feliz, Resistiré, ¿vale? i La Noria a l'octubre de 2011 s'incorpora a l'equip del magazine diari Te damos la mañana, que presenta Inés Ballester a 13tv.
Des del 7 fins al 29 de gener de 2012, data en què es va retirar el magazine, es va incorporar com a col·laboradora al programa Vuélveme Loca, presentat per Tania Llasera i Jaime Bores.
El 2012 als Estudios Buñuel col·labora a la Gala Inocente, Inocente de La 1 actuant amb altres famosos en uns nombres musicals recordant programes que s'havien gravat en aquests estudis.
El gener de 2017 comença a concursar en la cinquena edició de GH VIP a Telecinco. El 9 d'abril, en la primera part de la final del concurs, es va anunciar que n'era la tercera finalista.

### Vida personal
És filla de Juan Soriano Urbano i de Rafaela Bolívar. Té quatre fills. Dos (Triana i Antonio) nascuts del seu matrimoni amb José Antonio Gómez Marín. Els altres dos (Carmen i Luis Juan) són del seu matrimoni amb el càmera de televisió Mariano Navarro Serrano. Carmen va néixer el 21 d'abril de 2009. El seu segon fill en comú, Luis Juan, va néixer al setembre de 2012.

## Trajectòria

### Programes de televisió
| Programes de televisió | Programes de televisió                | Programes de televisió | Programes de televisió       |
| Any                    | Títol                                 | Cadena                 | Notes                        |
| ---------------------- | ------------------------------------- | ---------------------- | ---------------------------- |
| 1987 - 1989            | Por la mañana                         | TVE                    | Col·laboradora               |
| 1989 - 1990            | A mi manera                           | TVE                    | Presentadora                 |
| 1990 - 1991            | La ruleta de la fortuna               | Antena 3               | Presentadora                 |
| 1991 - 1992            | El Gordo                              | Antena 3               | Presentadora                 |
| 1993                   | Esto se anima                         | Antena 3               | Presentadora                 |
| 1994                   | Quiéreme mucho                        | Antena 3               | Presentadora                 |
| 1995                   | Refrescante 95                        | Antena 3               | Presentadora                 |
| 1996                   | Lluvia de estrellas                   | Antena 3               | Jurado                       |
| 1996                   | Menudo show                           | Antena 3               | Col·laboradora               |
| 1996 - 1997            | Noche de coplas                       | Antena 3               | Presentadora                 |
| 1996 - 1999            | De tarde en tarde                     | Canal Sur TV           | Presentadora                 |
| 1997                   | Menudas estrellas                     | Antena 3               | Jurado                       |
| 1999 - 2000            | El programa de Irma                   | Canal Sur TV           | Presentadora                 |
| 2001                   | Escalera de color                     | Canal Sur TV           | Presentadora                 |
| 2003 - 2004            | Irma de noche                         | Canal Sur TV           | Presentadora                 |
| 2002 - 2007            | Irma de tarde                         | Castilla-La Mancha TV  | Presentadora                 |
| 2007 - 2009            | Castilla-La Mancha busca una estrella | Castilla-La Mancha TV  | Presentadora                 |
| 2008 - 2009            | Así es la vida con Irma Soriano       | 7RM                    | Presentadora                 |
| 2009 - 2010            | Mira la vida                          | Canal Sur TV           | Presentadora                 |
| 2010 - 2011            | ¡Qué tiempo tan feliz!                | Telecinco              | Col·laboradora               |
| 2010 - 2011            | Resistiré, ¿vale?                     | Telecinco              | Col·laboradora               |
| 2010 - 2012            | La noria                              | Telecinco              | Col·laboradora               |
| 2011 - 2012            | Te damos la mañana                    | 13tv                   | Col·laboradora               |
| 2012                   | Vuélveme loca                         | Telecinco              | Copresentadora               |
| 2012 - actualitat      | Cine Western                          | 13tv                   | Presentadora                 |
| 2016 - 2017            | Hoy es noticia                        | 13tv                   | Col·laboradora               |
| 2016-actualitat        | Hora punta                            | La 1                   | Col·laboradora               |
| 2017                   | Gran Hermano VIP                      | Telecinco              | Concursant 3°Finalista (15%) |
| 2017                   | Deluxe                                | Telecinco              | Col·laboradora               |
| 2017                   | Spain is Diferent                     | 13tv                   | Col·laboradora               |

### Pel·lícules
| Pel·lícules | Pel·lícules             | Pel·lícules | Pel·lícules  |
| Any         | Títol                   | Personatge  | Notes        |
| ----------- | ----------------------- | ----------- | ------------ |
| 1986        | Preámbulo a un silencio | Irma        | Curtmetratge |
| 2005        | Queridos reyes magos    | Madre       | Curtmetratge |

### Sèries de televisió
| Sèries de televisió | Sèries de televisió | Sèries de televisió | Sèries de televisió |
| Any                 | Títol               | Personatge          | Notes               |
| ------------------- | ------------------- | ------------------- | ------------------- |
| 1991                | Farmacia de guardia | Clienta             | 1 episodi           |

### Concursos de Televisió
| reality show | reality show     | reality show | reality show        |
| Any          | Títol            | Cadena       | Informació          |
| ------------ | ---------------- | ------------ | ------------------- |
| 2017         | Gran Hermano VIP | Telecinco    | 3a Finalista/14,9 % |

## Premis i nominacions
- Antena de Oro de 1992, Millor presentadora per El Gordo, Guanyadora.
- TP d'Or de 1991, Millor presentadora per El Gordo, Nominada.
- Antena de Oro de 2004, Millor presentadora d'autonòmiques per Irma de tarde, Guanyadora.
- Premi Al-Andalus de 2011, Premi Jaén Paraiso Interior de 2015, Millor comunicadora per Mira la vida, Guanyadora.